# Lưu Dịch Minh
Lưu Dịch Minh (sinh ngày 28 tháng 2 năm 1995) là một cầu thủ bóng đá người Trung Quốc hiện tại thi đấu cho Quảng Châu Hằng Đại tại Giải bóng đá Ngoại hạng Trung Quốc.

## Sự nghiệp câu lạc bộ
Lưu Dịch Minh bắt đầu sự nghiệp bóng đá khi anh gia nhập học viện trẻ của Đại Liên Nghị Đằng năm 2006. Anh thử việc ở học viện trẻ của Sporting CP năm 2012 và gia nhập ngay sau đó. Tháng 3 năm 2013, anh được cho mượn tại câu lạc bộ Giải hạng Ba Trung Quốc Liêu Ninh Youth. Tháng 12 năm 2013, Lưu Dịch Minh ký hợp đồng chuyên nghiệp với Sporting B cho đến năm 2019. Anh có trận đấu ra mắt cho câu lạc bộ trong trận hòa 0-0 trước C.D. Aves, nhận hai thẻ vàng và bị thẻ đỏ ở phút 43.
Ngày 1 tháng 2 năm 2016, Lưu Dịch Minh chuyển đến thi đấu cho đội bóng Giải hạng Nhất Trung Quốc Thiên Tân Quyền Kiện. Anh ghi bàn thắng đầu tiên cho câu lạc bộ vào ngày 1 tháng 4 năm 2017 trong chiến thắng 1-0 trên sân nhà trước Hà Nam Kiến Nghiệp; tuy nhiên, anh bị thẻ đỏ ở phút 94 sau khi nhận hai thẻ vàng.
Ngày 7 tháng 2 năm 2019, Lưu Dịch Minh chuyển sang thi đấu cho đội bóng Giải bóng đá Ngoại hạng Trung Quốc Quảng Châu Hằng Đại. Ngày 1 tháng 3 năm 2019, anh có trận đấu ra mắt cho câu lạc bộ trong chiến thắng 3-0 trên sân nhà trước Thiên Tân Thiên Hải.

## Sự nghiệp quốc tế
Lưu Dịch Minh được huấn luyện viên lúc đó là Marcello Lippi gọi vào đội tuyển quốc gia Trung Quốc lần đầu tiên vào tháng 11 năm 2017 để tham dự Cúp bóng đá Đông Á 2017. Anh có trận đấu ra mắt quốc tế vào ngày 9 tháng 12 năm 2017 trong trận hòa 2-2 trước Hàn Quốc.

## Thống kê sự nghiệp

### Thống kê câu lạc bộ
Tính đến 17 tháng 5 năm 2019 
| Thành tích câu lạc bộ | Thành tích câu lạc bộ | Thành tích câu lạc bộ              | Giải đấu | Giải đấu  | Cúp              | Cúp              | Cúp Liên đoàn | Cúp Liên đoàn | Châu lục | Châu lục  | Tổng cộng | Tổng cộng |
| Mùa giải              | Câu lạc bộ            | Giải đấu                           | Số trận  | Bàn thắng | Số trận          | Bàn thắng        | Số trận       | Bàn thắng     | Số trận  | Bàn thắng | Số trận   | Bàn thắng |
| Trung Quốc            | Trung Quốc            | Trung Quốc                         | Giải đấu | Giải đấu  | Cúp FA           | Cúp FA           | Cup CSL       | Cup CSL       | Châu Á   | Châu Á    | Tổng cộng | Tổng cộng |
| --------------------- | --------------------- | ---------------------------------- | -------- | --------- | ---------------- | ---------------- | ------------- | ------------- | -------- | --------- | --------- | --------- |
| 2013                  | Liêu Ninh Youth       | Giải hạng Ba Trung Quốc            | 0        | 0         | -                | -                | -             | -             | -        | -         | 0         | 0         |
| Bồ Đào Nha            | Bồ Đào Nha            | Bồ Đào Nha                         | Giải đấu | Giải đấu  | Taça de Portugal | Taça de Portugal | Taça da Liga  | Taça da Liga  | Châu Âu  | Châu Âu   | Tổng cộng | Tổng cộng |
| 2012-13               | Sporting B            | Segunda Liga                       | 0        | 0         | -                | -                | -             | -             | -        | -         | 0         | 0         |
| 2013-14               | Sporting B            | Segunda Liga                       | 1        | 0         | -                | -                | -             | -             | -        | -         | 1         | 0         |
| 2014-15               | Sporting B            | Segunda Liga                       | 0        | 0         | -                | -                | -             | -             | -        | -         | 0         | 0         |
| 2015-16               | Pinhalnovense         | Campeonato de Portugal             | 16       | 0         | 0                | 0                | -             | -             | -        | -         | 16        | 0         |
| Trung Quốc            | Trung Quốc            | Trung Quốc                         | Giải đấu | Giải đấu  | Cúp FA           | Cúp FA           | Cúp CSL       | Cúp CSL       | Châu Á   | Châu Á    | Tổng cộng | Tổng cộng |
| 2016                  | Thiên Tân Quyền Kiện  | Giải hạng Nhất Trung Quốc          | 23       | 0         | 1                | 0                | -             | -             | -        | -         | 24        | 0         |
| 2017                  | Thiên Tân Quyền Kiện  | Giải bóng đá Ngoại hạng Trung Quốc | 28       | 1         | 0                | 0                | -             | -             | -        | -         | 28        | 1         |
| 2018                  | Thiên Tân Quyền Kiện  | Giải bóng đá Ngoại hạng Trung Quốc | 23       | 0         | 2                | 0                | -             | -             | 10       | 0         | 35        | 0         |
| 2019                  | Quảng Châu Hằng Đại   | Giải bóng đá Ngoại hạng Trung Quốc | 5        | 0         | 1                | 0                | -             | -             | 0        | 0         | 6         | 0         |
| Tổng cộng             | Bồ Đào Nha            | Bồ Đào Nha                         | 17       | 0         | 0                | 0                | 0             | 0             | 0        | 0         | 17        | 0         |
| Tổng cộng             | Trung Quốc            | Trung Quốc                         | 79       | 1         | 4                | 0                | 0             | 0             | 10       | 0         | 93        | 1         |
| Tổng cộng sự nghiệp   | Tổng cộng sự nghiệp   | Tổng cộng sự nghiệp                | 96       | 1         | 4                | 0                | 0             | 0             | 10       | 0         | 110       | 1         |

### Thống kê quốc tế
| Đội tuyển quốc gia | Đội tuyển quốc gia | Đội tuyển quốc gia |
| Năm                | Số trận            | Bàn thắng          |
| ------------------ | ------------------ | ------------------ |
| 2017               | 3                  | 0                  |
| 2018               | 7                  | 0                  |
| 2019               | 3                  | 0                  |
| Tổng cộng          | 13                 | 0                  |

## Danh hiệu

### Câu lạc bộ
Thiên Tân Quyền Kiện
- Giải hạng Nhất Trung Quốc: 2016